# یواس‌اس آیل رویال (ای‌دی-۲۹)
یواس‌اس آیل رویال (ای‌دی-۲۹) (به انگلیسی: USS Isle Royale (AD-29)) یک کشتی بود که طول آن ۴۹۲ فوت (۱۵۰ متر) بود. این کشتی در سال ۱۹۴۵ ساخته شد.